# Sval-Olletjärnen
Sval-Olletjärnen är en sjö i Strömsunds kommun i Jämtland och ingår i Indalsälvens huvudavrinningsområde.